# Heinrich Nordhoff
 (octobre 2012).
Si vous disposez d'ouvrages ou d'articles de référence ou si vous connaissez des sites web de qualité traitant du thème abordé ici, merci de compléter l'article en donnant les références utiles à sa vérifiabilité et en les liant à la section « Notes et références ».
Heinrich Nordhoff, né le 6 janvier 1899 à Hildesheim (Empire allemand) et mort le 12 avril 1968 à Wolfsbourg (Allemagne de l'Ouest), est un ingénieur allemand, directeur général de la firme de construction automobile Volkswagen de 1948 à 1968.

## Biographie
Il fait ses études au collège technique de Berlin, avant d'entrer en 1927 chez BMW. On le retrouve en 1929 comme directeur commercial chez Opel, où il lança le concept d'un modèle populaire : la Kadett.
Pendant la Seconde Guerre mondiale, il dirige l'usine de camions Opel (de) de Brandebourg-sur-la-Havel et est à ce titre décoré par le régime nazi comme leader de l'économie de guerre (Wehrwirtschaftsführer'). En effet, ses camions servent entre autres à équiper la Wehrmacht. 
Après la guerre, il fait l'objet d'une procédure (Spruchkammerverfahren (de)) à l'issue de laquelle il est classé comme l'un des principaux coupables (hauptschuldige) du régime nazi avant d'être finalement disculpé par les Alliés occidentaux le 31 janvier 1947.
En novembre 1947, il est récruté par le major Ivan Hirst de la commission britannique de contrôle (de) pour remplacer Hermann Münch (de) à la tête de l'usine Volkswagen de Hambourg. Le 1er janvier 1948, il devient directeur général de Volkswagen GmbH, qu'il va transformer en firme automobile avec les ventes les plus élevées d'Europe. 
C'est notamment sous sa direction que la Volkswagen type 1 (dite Cox, Coccinelle, Käfer, Kever...) devient la voiture la plus populaire au monde. C'est aussi sous sa direction que l'usine est mise en difficulté du fait qu'il s'obstine à ne produire que des véhicules basés sur la mécanique de la type 1 (moteur type flat, refroidi par air, placé à l'arrière).